# Signe von Rappe

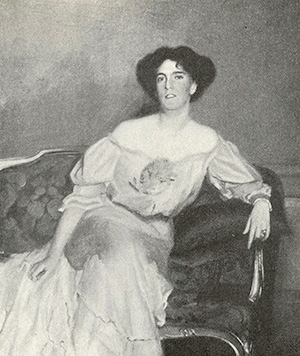
Signe Rappe Ölgemälde (1909)

Signe von Rappe (* 24. September 1879 in Stockholm; † 21. Mai 1974 ebenda) war eine schwedische Opernsängerin (Sopran).

## Leben
Signe von Rappe war eine Tochter des schwedischen Generalleutnants und Kriegsministers Axel Emil Rappe. Sie studierte an der Königlichen Musikhochschule Stockholm bei Thekla Hofer. In den Jahren 1904 bis 1906 setzte sie ihre Gesangsausbildung zunächst bei Therese Behr-Schnabel, dann bei Elka Gerster fort.
Ihr Debüt gab sie 1906 an der Königlichen Oper Stockholm als Pamina. Es folgten Engagements am Hoftheater Mannheim und an der Wiener Hofoper sowie Gastspiele in Paris, der Berliner Hofoper und am Royal Opera House Covent Garden in London. Neben ihrem Wirken auf der Opernbühne hatte sie eine große Karriere im Konzertsaal. Sie galt als hervorragende Bach-Sängerin. Nach Beendigung ihrer Sängerkarriere war sie in Stockholm als Musikpädagogin und Gesangslehrerin tätig.